# Susan Ward
Pour les articles homonymes, voir Ward.
Susan Ward est une actrice américaine née le 15 avril 1976 à Monroe, Louisiane (États-Unis).

## Biographie
Elle est surtout connue pour son rôle de Meg Cummings Evans dans la populaire série Sunset Beach.
Après l'arrêt de la série, elle a joué dans la comédie intitulée L'Amour extra-large au côté de Jack Black puis dans le thriller SexCrimes 2.
Elle a fait une brève apparition dans Two for the Money en 2005 avant de revenir en 2007 dans la comédie Who's Your Caddy?.
En 2009 et 2010, elle a participé à la série Championnes à tout prix.
Mariée depuis 2005 avec David C. Robinson, vice-président de la société Morgan Creek Productions.

## Filmographie

### Cinéma
- 1997 : Poison Ivy: The New Seduction : Sandy
- 2000 : The In Crowd : Brittany Foster
- 2001 : Going Greek : Wendy
- 2001 : L'Amour extra-large : Jill
- 2004 : SexCrimes 2 : Brittney Havers
- 2005 : Cruel World : Ashley
- 2005 : Two for the Money  : Girl in sportscar
- 2007 : Who's Your Caddy? : Mrs Cummings
- 2008 : Toxic : Michelle
- 2010 : Order of Chaos : Tara
- 2010 : Costa Rican Summer : Carla

### Téléfilms
- 2005 : Play Dates : Nicole
- 2006 : Hollis & Rae : Juliette
- 2006 : Dead and Deader : Holly
- 2008-2009 : Jack Hunter et le trésor perdu d'Ugarit : Liz

### Séries télévisées - Rôles réguliers
- 1996 : Couleur Pacifique : Bree
- 1997-1999 : Sunset Beach : Meg Cummings Evans
- 2005-2006 : Just Legal : Kate Manat
- 2009-2012 : Championnes à tout prix : Chloé Kmetkoo

### Séries télévisées - Apparitions
- 1995 : La Force du destin : Camille
- 1996 : Hercule (S3.Ep7) : Psyche
- 1997 : Xena, la guerrière (S2.Ep22) : Psyche
- 2002 : Friends (S9.Ep4) : Hayley
- 2003 : Boomtown (S1.Ep17) : Layla French
- 2004 : Les Experts : Miami (S3.Ep6) : Ginger Wadley
- 2005 : Les Experts (S5.Ep15) : Tanya Rollins
- 2006 : Monk (S5.Ep1) : Michelle Cullman
- 2007 : Women's Murder Club (S1.Ep6) : Parris Donovan
- 2009 : Esprits criminels (S4.Ep20) : Julie

## Distinctions

### Nominations
- Soap Opera Digest Awards
- En 1999 : Nommée au Soap Opera Digest Awards (couple favori avec Clive Robertson dans Sunset Beach)